# Tyler Smith (cestista 2004)
Tyler Smith (New Orleans, 2 novembre 2004) è un cestista statunitense, professionista nella NBA con i Milwaukee Bucks.

## Carriera
Dopo aver trascorso due stagioni nella Overtime Elite e una nella NBA G League da professionista, è stato selezionato con la 33ª scelta dai Milwaukee Bucks al draft NBA 2024.

## Statistiche

### NBA

#### Regular Season
| Anno      | Squadra         | PG | PT | MP  | TC%  | 3P%  | TL%  | RP  | AP  | PRP | SP  | PP  |
| --------- | --------------- | -- | -- | --- | ---- | ---- | ---- | --- | --- | --- | --- | --- |
| 2024-2025 | Milwaukee Bucks | 23 | 0  | 5,3 | 48,0 | 43,3 | 75,0 | 1,1 | 0,2 | 0,1 | 0,2 | 2,9 |
| Carriera  | Carriera        | 23 | 0  | 5,3 | 48,0 | 43,3 | 75,0 | 1,1 | 0,2 | 0,1 | 0,2 | 2,9 |

### G League
| Anno      | Squadra         | PG | PT | MP   | TC%  | 3P%  | TL%  | RP  | AP  | PRP | SP  | PP   |
| --------- | --------------- | -- | -- | ---- | ---- | ---- | ---- | --- | --- | --- | --- | ---- |
| 2023-2024 | G League Ignite | 43 | 2  | 22,2 | 47,4 | 36,0 | 73,2 | 5,1 | 1,3 | 0,8 | 1,0 | 13,7 |
| 2024-2025 | Wisconsin Herd  | 25 | 13 | 25,1 | 41,5 | 32,7 | 82,4 | 6,1 | 1,2 | 0,8 | 0,9 | 10,7 |
| Carriera  | Carriera        | 68 | 15 | 23,3 | 45,5 | 34,7 | 75,9 | 5,5 | 1,3 | 0,8 | 1,0 | 12,6 |